# Lorentzův faktor
Jako Lorentzův faktor se označuje člen, který se často vyskytuje ve výrazech a rovnicích speciální teorie relativity (např. kontrakce délek, dilatace času, Lorentzova transformace) a podle kterého se pro pohybující se objekt mění čas, vzdálenost a relativistická hmotnost.
Tento člen se označuje řeckým písmenem γ (gama) a je definován jako
{\displaystyle \gamma \equiv {\frac {1}{\sqrt {1-{\frac {v^{2}}{c^{2}}}}}}={\frac {c}{\sqrt {c^{2}-v^{2}}}}={\frac {\mathrm {d} t}{\mathrm {d} \tau }}},
kde {\displaystyle v} je velikost rychlosti ve vztažné soustavě, v níž je měřen čas {\displaystyle t}, {\displaystyle \tau } je vlastní čas a {\displaystyle c} je rychlost světla ve vakuu.
Dalším často se opakujícím výrazem je {\displaystyle {\frac {v}{c}}}, nazývá se bezrozměrná rychlost a značí se {\displaystyle \beta }.
{\displaystyle \beta \equiv {\frac {v}{c}}}
Lorentzův faktor lze pak vyjádřit jako
{\displaystyle \gamma ={\frac {1}{\sqrt {1-\beta ^{2}}}}=\left(1-\beta ^{2}\right)^{-{1 \over 2}}\,.}

## Hodnoty

Lorentzův faktor roste s rychlostí od hodnoty 1. Při rychlostech blízkých roste nade všechny meze.

| {\displaystyle \beta } | {\displaystyle \gamma } | {\displaystyle \gamma ^{-1}} |
| ---------------------- | ----------------------- | ---------------------------- |
| 0,010                  | 1,000                   | 1,000                        |
| 0,100                  | 1,005                   | 0,995                        |
| 0,200                  | 1,021                   | 0,980                        |
| 0,300                  | 1,048                   | 0,954                        |
| 0,400                  | 1,091                   | 0,917                        |
| 0,500                  | 1,155                   | 0,866                        |
| 0,600                  | 1,250                   | 0,800                        |
| 0,700                  | 1,400                   | 0,714                        |
| 0,800                  | 1,667                   | 0,600                        |
| 0,866                  | 2,000                   | 0,500                        |
| 0,900                  | 2,294                   | 0,436                        |
| 0,990                  | 7,089                   | 0,141                        |
| 0,999                  | 22,366                  | 0,045                        |

## Přibližné vyjádření
Lorentzův faktor lze vyjádřit pomocí Taylorovy řady jako
{\displaystyle \gamma (\beta )=1+{\frac {1}{2}}\beta ^{2}+{\frac {3}{8}}\beta ^{4}+{\frac {5}{16}}\beta ^{6}+{\frac {35}{128}}\beta ^{8}+...\,.}
Aproximaci {\displaystyle \gamma \approx 1+{\frac {1}{2}}\beta ^{2}} lze využít pro určení relativistických jevů při nízkých rychlostech. Pro rychlosti {\displaystyle \beta <0,4} vykazuje tato aproximace chybu do 1 %, pro rychlosti {\displaystyle \beta <0,22} vykazuje chybu menší než 0,1 %.
Při omezení řady lze také ukázat, že pro nízké rychlosti přechází speciální teorie relativity na Newtonovu mechaniku. (V následujících vzorcích písmeno {\displaystyle m} značí klidovou hmotnost, která je invariantní vůči Lorentzově transformaci.) Například relativistický výraz pro hybnost
{\displaystyle \mathbf {p} =\gamma m\mathbf {v} }
přejde pro {\displaystyle \gamma \approx 1\,} na
{\displaystyle \mathbf {p} =m\mathbf {v} \,.}
Podobně vztah pro energii
{\displaystyle E=\gamma mc^{2}}
přejde pro {\displaystyle \gamma \approx 1+{\frac {1}{2}}\beta ^{2}} na klasický tvar
{\displaystyle E=mc^{2}+{\frac {1}{2}}mv^{2}\,.}
V Lorentzově transformaci při nízkých rychlostech můžeme zanedbat členy řádu {\displaystyle \beta ^{2}} a vyšší, takže je {\displaystyle \gamma \approx 1} a obdržíme tzv. pomalou Lorentzovu transformaci.
{\displaystyle x^{\prime }=x-\beta ct}
{\displaystyle y^{\prime }=y}
{\displaystyle z^{\prime }=z}
{\displaystyle ct^{\prime }=ct-\beta x\,.}
Pro některé relativistické výpočty se používá vyjádření rychlosti pomocí {\displaystyle \gamma }
{\displaystyle \beta ={\sqrt {1-{\frac {1}{\gamma ^{2}}}}}\,,}
což lze také přepsat do Taylorovy řady
{\displaystyle \beta =1-{\frac {1}{2}}\gamma ^{-2}-{\frac {1}{8}}\gamma ^{-4}-{\frac {1}{16}}\gamma ^{-6}-{\frac {1}{128}}\gamma ^{-8}+...\,.}